# فلوريس فان دن بيرغ
فلوريس فان دن بيرغ (بالهولندية: Floris van den Berg) هو فيلسوف هولندي، ولد في 4 فبراير 1973 في ناردن في هولندا.